# Haizuka Hiroshi
Hiroshi Haizuka (sinh ngày 23 tháng 9 năm 1980) là một cầu thủ bóng đá người Nhật Bản.

## Sự nghiệp câu lạc bộ
Hiroshi Haizuka đã từng chơi cho Mito HollyHock.